# Edward Livingston
Edward Livingston (Clermont, 1764. május 28. – Rhinebeck, 1836. május 23.) az Amerikai Egyesült Államok szenátora (Louisiana, 1829–1831).